# Crotalaria quangensis
Crotalaria quangensis är en ärtväxtart som beskrevs av Paul Hermann Wilhelm Taubert. Crotalaria quangensis ingår i släktet sunnhampor, och familjen ärtväxter. Inga underarter finns listade i Catalogue of Life.